# Вільнев-сюр-Лот (округ)
Округ Вільнев-сюр-Лот (фр. Arrondissement de Villeneuve-sur-Lot) — округ у Франції, в департаменті Лот і Гаронна. 2023 року округ об'єднував 92 муніципалітети, населення становило 89 245 осіб.
Адміністративний центр (супрефектура) — Вільнев-сюр-Лот.

## Муніципалітети
Список муніципалітетів округу та їхні коди INSEE:
1. Алле-е-Казнев (47006)
2. Анте (47011)
3. Бланкефор-сюр-Брійоланс (47029)
4. Богас (47023)
5. Буді-де-Борегар (47033)
6. Бурлан (47036)
7. Бурнель (47037)
8. Б'яс (47027)
9. Вільбрамар (47319)
10. Вільнев-сюр-Лот (47323)
11. Вільреаль (47324)
12. Гаводен (47109)
13. Девіллак (47080)
14. Дольмерак (47081)
15. Досс (47079)
16. Дудрак (47083)
17. Дузен (47084)
18. Каварк (47063)
19. Казідерок (47064)
20. Канкон (47048)
21. Кассней (47049)
22. Кастельно-де-Граткамб (47055)
23. Кастійоннес (47057)
24. Каюзак (47044)
25. Кондезег (47070)
26. Курбіак (47072)
27. Кюзорн (47077)
28. Ла-Совта-сюр-Лед (47291)
29. Лакапель-Бірон (47123)
30. Лакоссад (47124)
31. Лаландюсс (47132)
32. Ле-Тампль-сюр-Лот (47306)
33. Ледат (47146)
34. Лоссу (47141)
35. Лугратт (47152)
36. Мазьєр-Наресс (47164)
37. Маск'єр (47160)
38. Массель (47161)
39. Массулес (47162)
40. Монбаю (47170)
41. Монв'єль (47192)
42. Монклар (47173)
43. Монсампрон-Лібос (47179)
44. Монсегюр (47178)
45. Монтаньяк-сюр-Лед (47181)
46. Монтастрюк (47182)
47. Монтераль (47185)
48. Монто (47184)
49. Монторйоль (47183)
50. Монфланкен (47175)
51. Муліне (47193)
52. Ораду (47017)
53. Отфаж-ла-Тур (47117)
54. Пайоль (47198)
55. Парранке (47200)
56. Пенн-д'Ажене (47203)
57. Пінель-Отрив (47206)
58. Польяк (47202)
59. Пюжоль (47215)
60. Рає (47219)
61. Рив (47223)
62. Савіньяк-сюр-Лейз (47295)
63. Саль (47284)
64. Самбас (47297)
65. Сен-Віт (47283)
66. Сен-Жорж (47328)
67. Сен-Кантен-дю-Дро (47272)
68. Сен-Мартен-де-Вільреаль (47256)
69. Сен-Морис-де-Лестапель (47259)
70. Сен-Пастур (47265)
71. Сен-Сільвестр-сюр-Лот (47280)
72. Сен-Фрон-сюр-Леманс (47242)
73. Сент-Антуан-де-Фікальба (47228)
74. Сент-Етроп-де-Борн (47241)
75. Сент-Етьєнн-де-Фужер (47239)
76. Сент-Етьєнн-де-Вільреаль (47240)
77. Сент-Коломб-де-Вільнев (47237)
78. Сент-Ліврад-сюр-Лот (47252)
79. Сент-Обен (47230)
80. Сериньяк-Пебуду (47299)
81. Совтерр-ла-Леманс (47292)
82. Тезак (47307)
83. Томбебеф (47309)
84. Трантель (47315)
85. Тремон (47314)
86. Турльяк (47311)
87. Турнон-д'Ажене (47312)
88. Туртрес (47313)
89. Феррансак (47096)
90. Фонграв (47099)
91. Фреспеш (47105)
92. Фюмель (47106)